# Urraca de Castela, rainha de Portugal
Urraca de Castela ou Urraca Afonso de Castela (em castelhano: Urraca de Castilla; 1186 — 2 de novembro de 1220) foi uma infanta de Castela e, de 1211 até à sua morte, rainha consorte de Portugal por casamento com o rei D. Afonso II de Portugal.

## Família
Era filha do rei Afonso VIII de Castela com a sua esposa Leonor de Inglaterra, princesa inglesa filha de Henrique II de Inglaterra e de Leonor de Aquitânia.
Dentre os seus irmãos, destacaram-se:
- Berengária de Castela (1 de junho de 1179/80-8 de novembro de 1246), rainha consorte de Afonso IX de Leão, regente de Castela em nome de seu irmão Henrique, rainha de Castela em 1217 após a morte deste, abdicou do trono de Castela em favor de seu filho Fernando III de Leão e Castela;
- Branca de Castela (Palencia, 4 de março de 1188-Melun, 1252), rainha consorte de Luís VIII de França e fundadora do Mosteiro de Maubisson da Ordem de Cister;[3]
- Leonor de Castela (c. 1190-1244), rainha consorte de Jaime I de Aragão;[4]
- Henrique I de Castela (14 de abril de 1204-26 de maio de 1217), que sucedeu ao pai no trono. Casou com Mafalda, infanta de Portugal.[5]

## Biografia
Em 1208 casou com o herdeiro do trono português, o infante D. Afonso, que em 1211 subiu ao trono sob o nome de D. Afonso II de Portugal. Morreu em 2 de novembro de 1220 e jaz no Mosteiro de Alcobaça.
As rainhas de Portugal contaram, desde muito cedo, com os rendimentos de bens, adquiridos, na sua grande maioria, por doação. A D. Urraca, pertenceram os senhorios de Torres Vedras, Óbidos e Lafões.

## Descendência
Do seu casamento com D. Afonso II de Portugal nasceram:
- D. Sancho II (1209/10-1248),[3] sucessor do pai no trono português;
- D. Afonso III (1212/17-1279),[3] sucessor do irmão Sancho no trono português;
- Leonor, infanta de Portugal (1211-1231), casada com o rei Valdemar III da Dinamarca;[3]
- Fernando de Portugal (1218-1246), senhor de Serpa.[3]